# Algebra di Weyl
In algebra astratta, l'Algebra di Weyl è l'anello formato dagli operatori differenziali con coefficienti polinomiali in una sola variabile. Le algebre di Weyl prendono il nome da Hermann Weyl, che le introdusse in meccanica quantistica nello studio del principio di indeterminazione di Heisenberg.

## Definizione
Dato un campo {\displaystyle F}, {\displaystyle F[X]} è l'anello dei polinomi nella variabile {\displaystyle X} a coefficienti in {\displaystyle F}. Indicando la derivata rispetto a {\displaystyle X} con il simbolo {\displaystyle \partial _{X}}, un elemento dell'algebra è scritto nella forma:
{\displaystyle f_{n}(X)\partial _{X}^{n}+\cdots +f_{1}(X)\partial _{X}+f_{0}(X),}
dove {\displaystyle f_{i}\in F[X]}.

## Proprietà
L'algebra di Weyl è un esempio di anello semplice che non è un anello di matrici su un anello con divisione. Inoltre è anche un dominio non commutativo e una estensione di Ore.

## Definizione tramite presentazione
L'algebra di Weyl si può definire anche come l'algebra generata dalla seguente presentazione:
{\displaystyle <X,Y|YX-XY-1>},
ovvero come il quoziente dell'algebra libera con due generatori {\displaystyle X,Y} sull'ideale generato dalla relazione {\displaystyle YX-XY=1}.

## Estensioni
L'agebra di Weyl è un caso particolare di una famiglia infinita di algebre (algebre di Weyl); l'n-esima algebra di Weyl è l'anello degli operatori differenziali con coefficienti polinomiali in n variabili, generata da {\displaystyle X_{i}} e {\displaystyle \partial {X_{i}}}.